# Westminsterstatuten
För Westminsterstatuten som antogs 1931, se Westminsterstatuten (1931).
Westminsterstatuten, två berömda engelska statsakter, av 1275 och 1285, antagna av parlamentet under Edvard I:s regering.